# サクラ大戦
『サクラ大戦』（サクラたいせん）は、1996年9月27日にセガ・エンタープライゼスよりセガサターン用ソフトとして発売されたドラマチックアドベンチャーゲーム。後にゲームのみならず、アニメや舞台などのメディアミックス作品として発展することとなったサクラ大戦シリーズのナンバリングタイトル第1作目で、『サクラ大戦1』とも称される。CESA大賞’96 年間作品部門 大賞受賞。
後にWindows用とドリームキャスト用として移植され、PlayStation 2では『サクラ大戦 〜熱き血潮に〜』のタイトルでリメイク版が発売されている。また、PlayStation Portableでは『サクラ大戦2 〜君、死にたもうことなかれ〜』とのカップリング移植版が発売された。原作者の広井王子が、叔母の水品美加が所属していた松竹歌劇団に着想を得て発案した。
アニメーションパートの製作は本作のみセガの傘下であるキョクイチ東京ムービーが担当しており、演出の大賀俊二、絵コンテの奥脇雅晴、原画担当のスタジオキャブ等『それいけ!アンパンマン』の製作陣が担当している。

## ストーリー
時は太正十二年の日本。帝国海軍の士官学校を首席で卒業した新任少尉である大神一郎は、財界の大物である花小路伯爵より、秘密部隊「帝国華撃団」隊長の任を受け、帝都東京は銀座の帝国華撃団本部へ出頭する。しかし、そこは少女劇団「帝国歌劇団」が舞台に立つことで有名な劇場「大帝国劇場」だった。
秘密部隊ではなく、軍が運営する秘密舞台の雑用係（モギリ等）として呼んだという劇場支配人・米田一基の言葉に落胆する大神であったが、劇場に突然鳴り響く警報音と共に状況は一変する。米田の言葉は大神を試すためのウソであり、この劇場こそが間違いなく帝国華撃団の総本部、そして平時は舞台に立つ歌劇団の少女たちは、“霊力”を武器にして、帝都の平和を乱す魔に立ち向かう秘密部隊「帝国華撃団・花組」の隊員だった。
大神は花組の隊長として、個性豊かな6人の隊員たちを、時には衝突しつつも一つの部隊としてまとめあげ、悪の組織「黒之巣会」へ立ち向かっていく。

## ゲームシステム
ゲーム全体は全10話からなるストーリーで構成されており、各話の終了時には次回予告ムービーが流れるなど、テレビアニメを意識した作りになっている。
各話は花組隊員たちとの会話を行うアドベンチャーパートと、霊子甲冑を指揮して戦う戦闘パートから構成され、中盤以降はそれぞれが複数回交互に繰り返される。また適時アイキャッチが挿入され、データセーブやパラーメーター確認などを行える。
アドベンチャーパート中には、特定条件を満たすとプレイできるミニゲームが数種類用意されている。
ゲーム本編を1度クリアすると、おまけのモードとして「帝劇の長い一日」が追加される。ここでは本編中のムービー、イベントCG、BGMなどを観賞できるほか、ミニゲームやゲーム内容に関するクイズなどをプレイ出来る。ここでのミニゲームはゲーム本編中のものより難易度が上昇しているが、クリアすることで新たなCGを観賞することができる。

### アドベンチャーパート
サクラ大戦シリーズにおいて特徴的なのがLIPS（Live & Interactive Picture System）と呼ばれる選択システムである。これは通常の選択肢に時間制限を加えたもので、表示された選択肢以外に無回答（時間切れ）という選択肢を選ぶことができる。時間制限は通常10秒前後だが中には2 - 3秒や制限時間が存在しないものもあり、限られた時間の中で最適な選択肢を選ばなければならない（場合によっては、無回答が最も正答のケースもある）。また戦闘パートでも特定条件によりイベントが発生し、LIPSが登場することがある。選択の結果(選択しないも含む)に従いシナリオや隊員たちの士気が変化する。LIPS分岐での選択が、戦闘を行なうシミュレーション部分にも影響を及ぼすことになる。
隊員のパラメーターには各話開始時に初期化される信頼度とゲーム全体を通して累積していく恋愛度があり、会話選択肢により信頼度が増減し、信頼度が高いと攻撃力や防御力が補正され戦闘パートの難易度が変化する。また信頼度の増減が恋愛度にも反映され、ゲーム中盤で恋愛度上位3名の中からメインヒロインを選ぶイベントが発生し、以降のストーリーとエンディングが変化する。
アドベンチャーパート中には大帝国劇場の管内をアイコンを移動させて自由に散策することができるフリーイベントがあり、特定の移動先を選ぶことにより各隊員とのイベントが発生する。人と接する時には口を調べて話しかける事になるが別の部分を調べると、意外な反応を示し信頼度の増減に繋がる事もある。

### 戦闘パート
正方形の升目とクォータービューによるオーソドックスなウォー・シミュレーションゲームシステムとなっている。ターン制を採用しており、あらかじめ決まった順番でユニットを動かしていく。
行動選択肢（コマンド）には移動、攻撃、防御、回復などがあり、さらに大神隊長のみのコマンドとして「かばう」（回数制限有り）がある、これは対象として選んだ隊員に対するあらゆる攻撃を無効化すると同時に、かばった隊員の信頼度を上げることができる。また各隊員の気力パラメーターが最大限の100に達すると必殺攻撃の使用が可能になる。気力はダメージを受けるか「ため」のコマンドの使用で増加する。なお、敵のボスキャラクターも同様の必殺攻撃を使用する。
以下の条件が満たされていれば合体技を使うことができる。合体技は攻撃範囲・威力とも優れており雑魚キャラクターは一撃で倒せ、ボスには1/4程度のダメージを与えられる。
- 特定の隊員（終盤ではメインヒロイン、それ以外は直前のアドベンチャーパートで主役だった隊員）が大神隊長と隣接している（大神側、隊員側どちらのコマンドでも発動可能）。
- その隊員の信頼度が最高レベルに達している。
- 双方の気力が100。

搭乗機の体力が0になった隊員は戦線撤退となり、信頼度が大幅に減少する。大神の場合はゲームオーバーとなり、戦闘パートをやり直すこととなる。

#### 必殺攻撃・合体攻撃
主に与えるダメージが大きくなるもの、攻撃範囲が広がるものとに分けられる。敵1体にのみ効果のあるものはダメージが大きくなる。敵のボスキャラクターの必殺攻撃も同様の特徴を持つ。
1. 光武搭乗時の必殺攻撃
2. 神武搭乗時の必殺攻撃
3. 合体攻撃

真宮寺さくら
声 - 横山智佐
1. 破邪剣征・桜花放神（はじゃけんせい おうかほうしん）
  - 刀を振り下ろし、発せられる衝撃波で一直線上の敵を薙ぎ払う。射程距離は無制限だが、建物や段差を越えて攻撃はできない。リメイク版では射程が短くなっている。

2. 破邪剣征・百花繚乱（はじゃけんせい ひゃっかりょうらん）
  - 攻撃範囲が真正面とその左右の幅3マス分に増える。やはり射程が無制限で、第九話では非常に有効。リメイク版では攻撃範囲が狭くなっている。

3. 破邪剣征・桜花乱舞（はじゃけんせい おうからんぶ）

神崎すみれ
声 - 富沢美智恵
1. 神崎風塵流・胡蝶の舞（かんざきふうじんりゅう こちょうのまい）
  - 自機を中心とした周囲各3マスに火炎を発する。威力はやや低め。建物や段差の向こう側の敵にも攻撃できる。

2. 神崎風神流・鳳凰の舞（かんざきふうじんりゅう ほうおうのまい）
  - 攻撃範囲が周囲各5マスに広がる。威力は増したものの、やはり隊員の中では低め。

3. 神崎風塵流・赤熱鳳仙花（かんざきふうじんりゅう せきねつほうせんか）

マリア・タチバナ
声 - 高乃麗
1. スネグーラチカ
  - 1 - 5マス先の敵（単体）を狙うことができ、隣接する敵にもダメージを与える。技名はロシア語で「雪娘」の意味。

2. パールクヴィチノィ
  - 1 - 5マス先の敵と周囲2マスの敵にダメージを与えることができる。技名は「不滅の栄光」の意味。

3. ゾロティ・ボロータ
  - 技名は「黄金の門」の意味。

アイリス
声 - 西原久美子
1. イリス・マリオネット
  - アイリス機を中心とした周囲3マスにいる味方機の体力を回復できる。ただしアイリス機自身は回復できない。

2. イリス・シャルダン
  - イリス・マリオネットと同様だが、回復量が増している。

3. イリス・エクスプローゼ
  - 唯一の攻撃技。

李紅蘭
声 - 渕崎ゆり子
1. チビロボ
  - 攻撃射程は周囲2マスとなり、敵1体にしかダメージを与えられなくなるが、攻撃力が非常に高い。
  - まれにチビロボ1体だけ出遅れて慌てて攻撃に向かい、紅蘭機が冷や汗を流す演出になることがある。

2. 聖獣ロボ（せいじゅうロボ）
  - 攻撃射程は周囲2マスとなり、敵1体にしかダメージを与えられないが、攻撃力が非常に高い。
  - 四方の霊獣になぞらえたコミカルなメカ（招き猫など）が飛び出す。

3. 凄絶・天象烈界破（せいぜつ てんしょうれっかいは）

桐島カンナ
声 - 田中真弓
1. 一百林牌（すうぱありんぺい）
  - 隣接する敵1体に強烈な一撃を叩き込む。空手の型が語源。

2. 四方功相君（しほうこうそうくん）
  - 桐島流空手の最終奥義（続編ではさらに上の技が存在）。隣接する敵1体に強烈な一撃を叩き込む。

3. 久流々破（くるるんふぁ）

大神一郎
声 - 陶山章央
1. 狼虎滅却・快刀乱麻（ろうこめっきゃく かいとうらんま）
  - 隣接する敵1体に強烈な斬撃を浴びせる。

2. 狼虎滅却・無双天威（ろうこめっきゃく むそうてんい）
  - 隣接する敵1体に強烈な斬撃を浴びせる。

### ミニゲーム
お掃除しちゃうぞ！
さくらのミニゲーム。強制縦スクロールの中でキャラクターを左右に移動させ、障害物を避けながらゴールを目指す。
着替えまショウ
アイリスのミニゲーム。スロットマシーンによる着替えゲーム。タイミングよくスロットを止め、アイリスを正しく着替えさせる。
帝都のトビウオ
すみれのミニゲーム。プールに浮かぶ機雷を避けて泳ぎ渡り、溺れているすみれを助ける。
料理でハラショー
マリアのミニゲーム。調味料の量を正しく記憶し、タイミングよくニンジンを切り、火加減を一定に保ちおいしい料理を完成させる。
オー迷子゛ッド！
カンナのミニゲーム。迷子の子供を親の元へ正しく案内する。
花も嵐も
紅蘭のミニゲーム。花札の1種目であるこいこいで勝負する。
ステキに射的
大神のミニゲーム。とにかく的を撃っていくガンシューティングゲーム。弾数制限が無いため、連射が鍵となる。
こいこい大戦
「帝劇の長い1日」でプレイ可能。紅蘭のミニゲームである『こいこい』を、花組全員と行う。

## スタッフ
- 原案 - 鈴野十浪（ジュール・ヴェルヌの捩り）
- 原作 - 広井王子
- 脚本 - あかほりさとる
- キャラクター原案 - 藤島康介
- キャラクターデザイン - 松原秀典
- 音楽 - 田中公平

## 主題歌
OP「檄！帝国華撃団」
作詞 - 広井王子、作曲 - 田中公平、歌 - 横山智佐＆帝国歌劇団
ED「花咲く乙女」
作詞 - 広井王子、作曲 / 編曲 - 田中公平、歌 - 帝国歌劇団